# Mullen
Mullen és una població dels Estats Units a l'estat de Nebraska. Segons el cens del 2000 tenia 491 habitants.

## Demografia
Segons el cens del 2000, Mullen tenia 491 habitants, 236 habitatges, i 139 famílies. La densitat de població era de 498,9 habitants per km².
Dels 236 habitatges en un 22% hi vivien nens de menys de 18 anys, en un 53% hi vivien parelles casades, en un 5,5% dones solteres, i en un 41,1% no eren unitats familiars. En el 39,8% dels habitatges hi vivien persones soles el 22,9% de les quals corresponia a persones de 65 anys o més que vivien soles. El nombre mitjà de persones vivint en cada habitatge era de 2,08 i el nombre mitjà de persones que vivien en cada família era de 2,81.
Per edats la població es repartia de la següent manera: un 22,4% tenia menys de 18 anys, un 3,7% entre 18 i 24, un 21,4% entre 25 i 44, un 24,2% de 45 a 60 i un 28,3% 65 anys o més.
L'edat mediana era de 47 anys. Per cada 100 dones de 18 o més anys hi havia 81,4 homes.
La renda mediana per habitatge era de 26.989 $ i la renda mediana per família de 34.375 $. Els homes tenien una renda mediana de 25.625 $ mentre que les dones 16.375 $. La renda per capita de la població era de 16.532 $. Aproximadament el 2,8% de les famílies i el 5,5% de la població estaven per davall del llindar de pobresa.

## Poblacions més properes
El següent diagrama mostra les poblacions més properes.